# 室蘭埋築

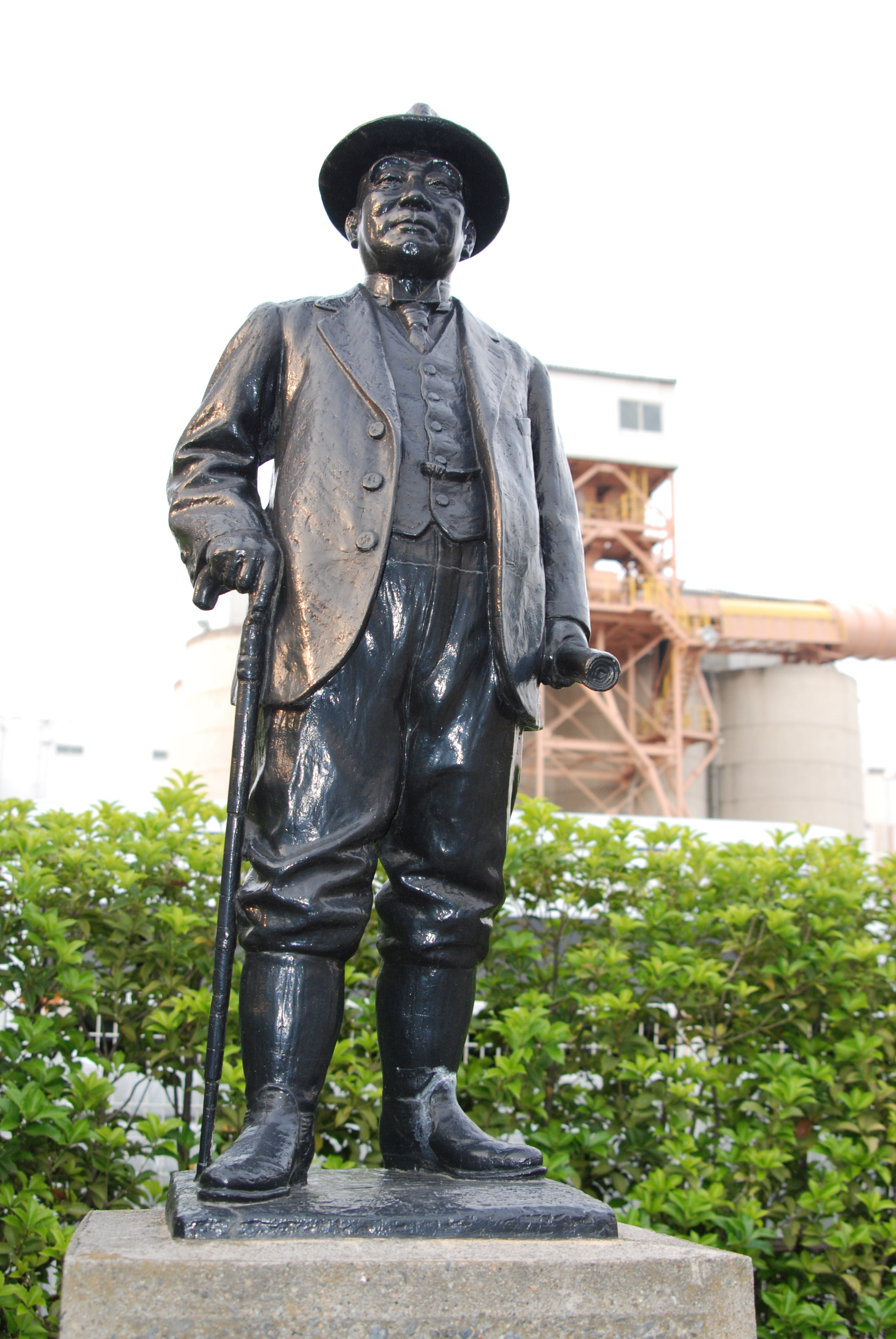
浅野財閥総帥 浅野総一郎の銅像

室蘭埋築（むろらんまいちく）は浅野財閥が、北海道室蘭の埋立事業のために設立した会社である。後に浅野興業の資本金を増やすために合併して消滅した。

## 室蘭埋築と埋立工事
1927年（昭和2年）9月浅野総一郎は七人と連名で室蘭埋築株式会社を設立して、室蘭の輪西地先海面48万坪(室蘭市によれば40万坪)と本輪西地先海面9万坪の埋立を出願した。しかし、室蘭市や日本製鋼所の埋立計画と重複していたので調整に手間取った。1928年（昭和3年）三者交渉で合意が成立し、室蘭市が先願権を放棄する代わりに、日本製鋼所は1万5千円を市に寄付し、室蘭埋築は合計10万円と埋立地千坪を市に寄付することになった。そうして同年6月に、上屋・倉庫・工場・物品貯蔵場・商工都市建設のために、大字輪西村字チリベツ地先海面約29万坪と大字輪西村字ホムロイ地先海面9万坪を埋め立てる許可を得た。その後、不況のせいで設計変更や着工延期を繰り返したが、ようやく1935年（昭和10年）に着工し、翌年にサンドポンプ船で本格的に埋立工事を始めた。その後も設計を変更して運河や護岸を廃止した。この頃は戦時で鉄鋼需要が激増し、日本製鐵の輪西製鉄所に埋立地を売却することになったので、工事の完成を急ぐことになった。そのため、翌年7月に親会社の東京湾埋立会社（現東亜建設工業）が埋立地31万坪と公有水面埋立権26万坪を受け取って工事を引き継ぎ、護岸1600メートル、処理土量98万立方坪、防波堤500メートルの工事を完遂した。1938年（昭和13年）12月に18万5千坪の埋立工事を完了して埋立地を日本製鐵に引き渡した。

## 浅野興業と合併
浅野財閥は長い間、経営難に苦しんだので、財閥本社の浅野同族会社は資本金を超える損失を抱えた。この損失を計上し続けると自己破産になるので、子会社の株価を操作してごまかしてきたが、利益の隠蔽として税務署に課税されてしまった。ところがその税金を支払う余裕がないために、浅野同族会社は解散して、資本金45万円で浅野興業を設立して、臨時の財閥本社とすることにした。だが、資本金が小さすぎるので、資本金350万円の室蘭埋築を買収合併して、資本金を増やすことになった。かくして、1939年（昭和14年）に室蘭埋築は合併消滅した。